# Малецька Любов Михайлівна
Любов Михайлівна Малецька (нар. 12 жовтня 1983, с. Загір'я, Тернопільська область) — українська поетеса. Членкиня Національної спілки письменників України (2013).

## Життєпис
Любов Малецька народилася 12 жовтня 1983 року в селі Загір'ї, нині Залозецької громади Тернопільського району Тернопільської области України.
Навчалася в загальноосвітній школі с. Загір'я (2001, із срібною медалею). Закінчила філологічний факультет Тернопільського національного педагогічного університету імені Володимира Гнатюка (2008). Працювала методисткою Методичного центру з роботи із сім'єю та молоддю, нині — бібліотекарка Тернопільської міської бібліотеки № 4 для дітей (від 2012).

## Доробок
Твори надруковані в колективних збірках «Вакації–2» (2007), «Ірпінь–2009» (2010), «Цілунок троянди» (2012), «Славень Тернополю» (2013), «Подяка Богу» (2014), а також у газеті «Літературний Тернопіль», альманасі «Подільська толока».
Збірки поезій
- «Останній міф» (2003, переможець обласного конкурсу кращих творів молодих тернопільських авторів «Перші ластівки»),
- «Вузлики нерозгаданого» (2006),

«Розсипаний обрій» (2009),
- «Подих…» (2011),
- «Жменька активованих хвилин» (2015).

## Нагороди
- літературна премія імені Степана Будного (2010).
- Тернопільська обласна премія імені Богдана Лепкого (2022) — автор книги «Розповім тобі пошепки…»[1].